# Tárczy-Hornoch Antal
Tárczy-Hornoch Antal (Oroszvég, 1900. október 13. – Sopron, 1986. január 17.) Kossuth- és állami díjas magyar geodéta, bányamérnök, metrológus, geofizikus, egyetemi tanár, a Magyar Tudományos Akadémia rendes tagja. A felsőgeodézia, azon belül a bányaméréstan 20. századi magyarországi történetének egyik legkiemelkedőbb alakja, a kiegyenlítő számítás nemzetközileg elismert szaktekintélye volt. Oktatói és tudományszervező munkássága szintén jelentős: több évtizeden keresztül volt a geodézia és bányaméréstan egyetemi tanára Sopronban (1926–1959), valamint az általa szervezett soproni MTA Geodéziai és Geofizikai Kutatóintézetnek és elődintézményeinek vezetője (1949–1972).

## Életútja
A leobeni Bányászati Főiskolát végezte el 1923-ban bányamérnöki oklevéllel, amely mellett 1924-ben a bányamérő-mérnöki és a műszaki doktori oklevelet is megszerezte. 1926-ban a soproni Magyar Királyi Bányamérnöki és Erdőmérnöki Főiskolára nevezték ki a geodézia és bányaméréstan nyilvános rendes főiskolai tanárává. 1934-ben a főiskola önállóságát elveszítette, s a József Nádor Műszaki és Gazdaságtudományi Egyetem bánya-, kohó- és erdőmérnöki karává alakult. Ettől az évtől már nyilvános rendes egyetemi tanári címmel irányította a tanszéki és az oktatómunkát egészen 1949-ig. Egyidejűleg 1942–1943-ban a dékáni tisztet is betöltötte a soproni karon. 1949-ben a soproni tanintézet az akkor alakult miskolci Rákosi Mátyás Nehézipari Műszaki Egyetem szervezeti egysége lett, Tárczy-Hornoch ebben a keretben, tanszékvezető egyetemi tanári címmel folytatta a geodéziai és bányaméréstani tanszék vezetését egészen 1959-ig.
Oktatói pályafutásával párhuzamosan 1949-től 1955-ig az MTA Geodéziai és Geofizikai Munkaközösségének vezetője volt, majd az e műhelyből 1955-ben szerveződött MTA Soproni Geodéziai és Geofizikai Kutatólaboratóriumban – későbbi nevén MTA Geodéziai és Geofizikai Kutatóintézetben – folyó tudományos munkát irányította igazgatóként 1972-es nyugdíjba vonulásáig.

## Munkássága
Tudományos munkásságát a felsőgeodézia, a méréstudomány és a geofizika határterületein fejtette ki a bányaépítés szolgálatában. Legjelentősebb vizsgálatait a mérési eredmények hibaelméleti kutatásában, a kiegyenlítő számítás területén érte el, amelynek lényege, hogy a mérés során felvett ellentmondó vagy hibás adatokat matematikai módszerekkel egy kiegyenlített adatrendszerré összesítik. E témakörben behatóan foglalkozott egyebek mellett a legkisebb négyzetek módszerével, a középhiba-ellipszis számítási módjaival, a teodolit tengelyhibáinak vetületi hatásával stb. További kutatásaiban a Gauss–Krüger-vetületi rendszer és a fotogrammetria gyakorlati, bányamérési-bányaépítési alkalmazásának lehetőségeit, a sokszögelésű alagútkitűzés problematikáját és a reflexiós szeizmikus módszerekkel történő terjedésisebesség-mérés lehetőségeit is tanulmányozta.
Jelentős volt műszertani munkássága is, támogatta a nemzetközi színvonalú magyar geodéziaiműszer-gyártás megteremtését. Személyesen is hozzájárult a méréstechnika fejlesztéséhez, Magyarországon és külföldön több szabadalmát jegyezték be. Találmányai közül említésre érdemes a bányászati lejtaknamérő (1938) és egy irányrögzítő berendezés (1952), de tökéletesítette a teodolit kényszerközpontosítóját is.
Szaktudományos munkálkodása mellett szívesen foglalkozott bányászattörténeti kutatásokkal, a bányászati szakoktatás múltjával (pl. Mikoviny Sámuel életrajza). Egyetemi oktatóként sokat tett a korszerű bányamérnökképzés megteremtéséért. Az 1930-as években ő vezette be a geofizika oktatását a felsőfokú képzésbe, s kezdeményezésére indult meg a soproni egyetemi karon 1949-ben az önálló földmérőmérnök-, 1951-ben pedig a geofizikusmérnök-képzés.
Könyvei mellett mintegy 350 tanulmánya és szakcikke jelent meg magyarországi és külföldi lapokban. 1929-től 1948-ig szerkesztette a A Bánya- és Kohómérnöki Osztály Közleményei című folyóiratot, 1966-tól haláláig pedig az akadémiai kiadású Acta Geodaetica et Geophysica Hungarica főszerkesztője volt.

### Társasági tagságai és elismerései
1946 júliusában a Magyar Tudományos Akadémia levelező, s még ugyanazon év decemberében rendes tagjává választották. 1941-től 1944-ig az alelnöki feladatokat látta el az Országos Magyar Bányászati és Kohászati Egyesületben, 1945–1946-ban a Magyar Természettudományi Akadémia tagja volt. 1946-tól 1949-ig elnökölte a Nemzetközi Geodéziai és Geofizikai Szövetség (IUGG) magyar bizottságának munkáját. 1952-től a Műszaki és Természettudományi Egyesületek Szövetsége méréstechnikai és automatizálási szakosztályának tudományos elnöke, 1957-től 1960-ig a Geodéziai és Kartográfiai Egyesület alelnöki tisztségét viselte, emellett társelnöke volt a Magyar Geofizikusok Egyesületének is.
Számos külhoni és nemzetközi tudományos egyesület választotta tagjai sorába: tiszteleti tagja volt a Művészeti és Tudományos Világakadémiának (1946), külső tagja a Bolgár (1974), az Osztrák (1976) és a Lengyel Tudományos Akadémiának (1977), levelező tagja a Német Bányamérő Egyesületnek és a Német Geofizikai Társaságnak (1955), valamint a Francia Természettudományos Akadémiának (1972)
Munkásságát és tudományos eredményeit számos kitüntetéssel ismerték el. A geodézia és a bányaméréstan területén elért eredményeiért 1949-ben a Kossuth-díj arany fokozatát, geodéziai, geofizikai és bányaméréstani elméleti munkásságáért és műszerfejlesztéseiért 1966-ban az Állami Díj első fokozatát vehette át. Emellett 1946-ban megkapta az Országos Magyar Bányászati és Kohászati Egyesület Wahlner Aladár-aranyérmét, 1958-ban a Lázár deák emlékérmet, 1959-ben a Kruspér István-, 1966-ban a Zorkóczy Samu-, 1969-ben pedig az Eötvös Loránd-emlékérmet. Ezek mellett díjazottja volt a Magyar Népköztársasági Érdemrend negyedik fokozatának (1952), a Felszabadulási Jubileumi Emlékéremnek (1970), a Munka Érdemrend arany fokozatának (1970) és a Szocialista Magyarországért érdemrendnek (1980).
Díszdoktora volt a Freibergi Bányászati Akadémiának (1957), a Leobeni Bányászati Egyetemnek (1965), a Bécsi Műszaki Egyetemnek (1965), a Grazi Műszaki Egyetemnek (1972), a miskolci Nehézipari Műszaki Egyetemnek (1976) és a soproni Erdészeti és Faipari Egyetemnek (1976). Sopron városa díszpolgárává választotta.

### Főbb művei
- Über die Ausgleichung der Einrechnungszüge. Sopron: Romwalter dr. 1932.
- Über Die durch den Einrechnungszug erzielbare Orientierungsgenauigkeit. Sopron: Universität für Technische Wissenschaften. 1935.
- Das markscheiderische Steilschachtproblem. Sopron: Röttig. 1937.
- Az első bányatisztképző iskola alapítása Magyarországon ; Mikoviny Sámuel, a selmeci bányatisztképző tanintézet első tanára.  Sopron: M. Kir. József Nádor Műszaki és Gazdaságtud. Egy. Bánya-, Kohó- és Erdőmérnöki Kara, 1938 (Mihalovits Jánossal)
- Genauigkeitsvoranschläge bei Durchschlagsketten. Sopron: Röttig. 1947.
- A legkedvezőbb súlyelosztás és jelentősége a geodéziai méréseknél. Budapest: Egyetemi ny. 1949.
- Felső-geodézia: Bánya-, bányakutató- és erdőmérnökhallgatók számára. Sopron: Nehézipari Műszaki Egyetem. 1950.
- Über das Schachtlotproblem. Sopron: Röttig. 1950.
- A Gauss-Krüger koordináták számítása. Budapest: Akadémia. 1951.   (Hazay Istvánnal)
- Geofizikai mérések: Bányamérnökhallgatók számára. Sopron: Nehézipari Műszaki Egyetem. 1950.
- Kényszerközpontosítások és jelentőségük alagútkitűzéseknél. Budapest: Mérnöki Továbbképző Intézet. 1954.
- Bányaméréstan. Budapest: Felsőoktatási Jegyzetellátó. 1958.
- Markscheiderische Studien. Budapest: Akadémia. 1963.